# Paradorydium viridis
Paradorydium viridis är en insektsart som beskrevs av Evans 1936. Paradorydium viridis ingår i släktet Paradorydium och familjen dvärgstritar. Inga underarter finns listade i Catalogue of Life.